# No Particular Place To Go
No Particular Place to Go is een lied van Chuck Berry. De single werd uitgebracht door Chess Records in mei 1964 en verscheen in november 1964 op het album St. Louis to Liverpool. Het liedje werd opgenomen op 25 maart 1964 in Chicago en bevat voor een groot deel hetzelfde muzikale arrangement als Berry's hit School Days uit 1957.

## Inhoud
Het nummer heeft een komische tekst die gaat over een stelletje dat in een auto rijdt zonder een specifieke bestemming (vandaar de titel) en elkaar kust. Het kussen gaat over in knuffelen, en de auto gaat langzamer rijden. De hoofdpersoon wil ergens parkeren om uit te stappen, maar hij krijgt haar veiligheidsgordel niet los. Uiteindelijk rijden ze terug naar huis, verslagen door die vermaledijde gordel.
Saillant detail is dat Berry, toen hij dit liedje schreef, zelf ook geen plaats had om heen te gaan, doordat hij in de gevangenis zat.

## Hitnoteringen
Als single bereikte het nummer de tiende plaats in de Billboard Hot 100, de Amerikaanse hitparade. In de UK Singles Chart, de hitparade van het Verenigd Koninkrijk, haalde de plaat de derde plaats.
In Nederland bereikte de plaat de 23e plaats en in Vlaanderen de 15e plaats.

### NPO Radio 2 Top 2000
Het nummer haalde driemaal de Radio 2 Top 2000 met als toppositie 1399 in 2001.

| Nummer met noteringen in de NPO Radio 2 Top 2000 | '01  | '02  | '03 | '04  |
| ------------------------------------------------ | ---- | ---- | --- | ---- |
| No Particular Place to Go                        | 1399 | 1714 | -   | 1933 |

1. ↑  Een '-' betekent dat het nummer niet was genoteerd en een vetgedrukt getal geeft de hoogste notering aan.
2. ↑  2001 was het eerste jaar met een notering voor dit nummer.
3. ↑  Deze tabel is bijgewerkt tot en met de laatste editie (2024).

## Covers
In het Nederlands werd dit liedje door het Cocktail Trio gecoverd als De hele wereld alleen van ons, dat verscheen als B-kantje op de single Hup hup hup.